# Vigliano Biellese
Vigliano Biellese är en ort och kommun i provinsen Biella i regionen Piemonte i Italien. Kommunen hade 7 666 invånare (2018).